# Сикизам
Сикизам (од енгл. Sikhism, транслит. , транслит.  — „ученик”) је монотелитичка монотеистичка религија, која води порекло из панџабског региона Индијског потконтинента са краја 15. века. Ово је једна од најмлађих светских религија, и пета по броју следбеника. Основ сикизма је веровање у једног Бога заснованог на учењима десет гуруа која су сакупљена у светој књизи Сика гуруа Грант Сахиба. У сикизму се примећује комбинација монотеистичких елемената из ислама са хиндуским традицијама.
Број Сика у свету се тренутно процењује на око 25 милиона, по чему је сикизам пета религија на свету. Око 20 милиона Сика живи у Индији, пре свега у северној провинцији Панџаб. Иако Панџаб захвата и један део Пакистана, велика већина Сика се након раздвајања Индије и Пакистана 1947. године преселила у Индију. У Уједињеном Краљевству, САД и Канади постоје многобројне заједнице Сика. Осим тога, у Малезији и Сингапуру постоји бројна мањина Сика. Панџаби језик, који се пише гурмуки писмом, у знатној мери је везан за сикизам.
Након избора у Индији 2004. године, др Манмохан Синг је постао први Сик који је постао премијер Индије. То је први пут у историји модерне Индије да ову позицију заузима неко ко није хиндус.
Сикизам је базиран на духовном учењу гуруа Нанака, првог гуруа (1469–1539), и девет гуруа Сика који су му следили. Десети гуру, Гобинд Синг, именовао је свето писмо Сика гуру Грант Сахиб својим наследником, чиме је окончана линија људских гуруа и свето писмо је постало вечни, религиозно духовни водич Сика. Сикизам одбацује тврдње да било која специфична верска традиција има монопол над апсолутном истином.
Свето писмо Сика почиње са ик онкаром (ੴ), његовим Мул Мантаром и фундаменталном молитвом о једном врховном бићу (Богу). Сикизам наглашава симран (медитацију о речима гуруа Гранта Сахиба), што може да буде музички изражено кроз киртан или интерно путем нам јапоа (понављања божјег имена) као начина да се осети божје присуство. Сикизам учи следбенике да трансформишу „Пет Лопова” (пожуду, бес, похлепу, приврженост и его). Секуларни живот се сматра преплетеним са духовним животом. Гуру Нанак је учио да живљење „активног, креативног и практичног живота” испуњеног „истинитошћу, верношћу, самоконтролом и чистотом” је изнад метафизичке истине, и да је идеални човек онај који „успостави јединство са Богом, знајући његову вољу, спроводећи ту његову вољу”. Гуру Харгобинд, шести гуру Сика, успоставио је да су политичко/темпорално (Мири) и духовно (Пири) царство узајамно коегзистирајући.
Сикизам је еволуирао у време религиозног прогона. Два гуруа Сика – гуру Арјан (14. април 1563—25. мај 1605.) и гуру Тег Бахадур (12. април 1621—19. децембар 1675.), били су мучени и погубљени по команди могулских владара након што су одбили да се конвертују у ислам. Прогон Сика је подстакао оснивање Калсе као реда за заштиту слободе свести и вероисповести, са својствима „Sant-Sipāhī” –  светих војника. Калсу је основао задњи гуру Сика, гуру Гобинд Синг.

## Терминологија Сика
Већина записа Сика је оригинално била написана у гурмукхи алфабету, писму које је стандардизовао гуру Ангад полазеђи од ланда писма које је кориштено у северној Индији. Следбеници сикизма су познати као Сики, што значи ученици или следбеници гуруа. Англикована реч 'Sikhism' је изведена из панџабског глагола Sikhi, са коренима у Sikhana (учити), и Sikhi што означава „временски пут учења”.

## Филозофија и учења
Дефиниција Сика :

Свако људско биће које верно верује у

i. Једно бесмртно биће, 

ii. Десет гуруа, од гуруа Нанак Сахиба до гуруа Гобинд Синг Сахиба,

iii. Гуруа Гранта Сахиба, 

iv. Исказе и учења десет гуруа и

v. крштење завештано десетим гуруом, и онај који не дугује оданост било којој другој религији, је Сик.

Основа сикизма лежи у учењима гуруа Нанака и његових следбеника. Многи извори називају сикизам монотеистичком религијом, мада има и оних који га називају монистичком и панентеистичком религијом. Према Еленор Незбит, енглески приказ сикизма као монотеистичке религије „често погрешно поткрепљује семитско разумевање монотеизма, уместо гуру Нанакове мистичке свесности онога који се изражава кроз многе. Међутим, оно што није у неудоумици је нагласак на 'једном'”.
У сикизму, концепт „Бога” је Вахегуру који се сматра Ниранкаром (безобличним), акал (ванвременским), и Алак Наранђан (невидљивим). Свето писмо Сика почиње са ик онкаром (ੴ), што се односи на „безобличног”, и што се у традицији Сика схвата као монотеистичко јединство Бога. Сикизам се класификује као једна од индијских религија заједно са будизмом, хиндуизмом и ђаинизмом, имајући у виду њихово географско порекло и мноштво заједничких концепата.
Филозофија Сика не одобрава дихотомију у духовном развоју и морално искреном понашању (sach achar). Њен оснивач гуру Нанак је сумирао ту перспективу са „Истина је највиша врлина, али још више је истинитосно живљење”.

## Историја
Оснивач сикизма, Гуру Нанак, рођен је 1469. године у хиндуској породици на североистоку Индије. Након четири путовања на све четири стране света (Тибет, Шри Ланка, Бенгал, Мека и Багдад), Гуру Нанак је почео да проповеда нову религију и брзо се око њега скупила група сика (ученика). По његовим учењима, религија је замишљена као веза између људи, мада је временом постала разлог за сукоб међу људима. У овом смислу, Гуру Нанак је пре свега био против сукоба између хиндуса и муслимана, те се такође противио ритуалним практикама које су људе одвајале од основне духовне потраге за Богом. Гуру Нанак је покушао да створи религију која би превазишла разлике између хиндуизма и ислама, и одатле долази и његова чувена изјава: „нема хиндуса, нема муслимана“.
Доктрина коју је проповедао Гуру Нанак је као основу имала ауторитет јединог Бога, Створитеља. Гуру Нанак је за Бога користио израз „право име“, јер није хтео да користи никакво конкретно име. По томе је Право Име један и једини Бог, суверен и свемоћан, иако може имати различита имена.
Гуру Нанак је такође увео концепт маја („илузије“). По њему ми видимо овај свет као да је реалан, али је реалност у ствари само Бог. Материјални свет је по томе једино илузија која спречава многе људе заробљене у материјалном схватању да схвате једину праву истину — Бога. Сикизам ипак задржава хиндуско учење о реинкарнацији, иако учи да људи могу напустити циклус поновног рођења уколико кроз добра дела задобију благонаклоност Бога.
Гуру Нанак је био оштар противник система каста. Његови следбеници су га звали „гуру“ („учитељ“). Пре смрти, Гуру Нанак је именовао новог гуруа и предао му у аманет да води сикску заједницу. Ово наслеђивање позиције вође је потрајало до десетог гуруа по имену Гуру Гобинд, који је пре своје смрти 1708. године претворио сикизам у самосталну религију и означио свету књигу „Гуру Грантх Сахиб“ као једанаестог и посљедњег гуруа. Свету књигу су написали претходни гуруи, почевши са петим (Гуру Арјан). Гуру Грантх Сахиб је написана гурмукхи писмом, али на разним језицима: пуњаби, санскрит, боипури и персијски.

## Пет К или предмета вере
Сики верници уз себе увек морају носити следећих пет предмета:
Кесх: дуга коса и брада који се не смеју сећи
Кханга: мали чешаљ којим се купи коса
Кара: метална наруквица
Кацха: широке гаће које омогућавају неометану борбу
Кирпан: мали бодеж или мач који се раније користио у церемонијалне сврхе. Кирпан симболизује снагу и слободу духа, самопоштовање, те сталну борбу добра и морала против неправде. Кирпан се не смије користити за напад, али је дозвољена његова употреба за самоодбрану или за заштиту трећих лица.

## Храмови
Сикхски храмови се зову гурдвара. У сваком храму се на централном месту налази света књига „Гуру Грант Сахиб“.

## Кханда, сикски симбол
Овај знак се састоји од три оружја.
Кханда се налази у средини и око ње се у облику лука налазе криви мачеви по имену кирпанс и цхаккар, оружје у облику диска. Свако оружје има свој посебан симболички значај:
Кханда: прави мач симболизује знање Бога.
Кирпанс: криви мачеви представљају политичку и духовну независност.
Цхаккар: оружје у облику диска симболизује јединство Бога.

## Сикска имена
Сики мушкарци користе средње име Сингх (лав) након првог имена. Жене као средње име користе Каур, по значењу принцеза. Будући да се сики оштро противе систему каста које се у Индији могу одредити по презимену, сики обично не користе презиме и представљају се само именом и наставком Сингх, односно Каур.